# Bârgăuani
Bârgăuani – wieś w Rumunii, w okręgu Neamț, w gminie Bârgăuani. W 2011 roku liczyła 1009 mieszkańców.